# Агробізнес TSK
«Агробізнес TSK» — український аматорський футбольний клуб з міста Ромни Сумської області.

## Історія клубу
Футбольна команда «Агробізнес TSK» була заснована в 2014 році. Своїй назві клуб завдячує головному спонсору — ТОВ «Агробізнес TSK» — одному з найбільших підприємств Сумської області, яке займається вирощуванням зернових та технічних культур.
Після здобуття титулів у 2014 році, відбувся товариський матч з ветеранами київського «Динамо». Поєдинок завершився внічию 1:1, а в серії післяматчевих пенальті перемогу святкували роменчани. У складі «Динамо» грали такі відомі футболісти як Володимир Безсонов, Анатолій Дем'яненко, Олег Саленко, Віктор Леоненко та інші.
9 квітня 2018 року помер президент клубу та генеральний директор ТОВ «Агробізнес TSK» Геннадій Свірський, що відобразилося на подальшому існуванні команди.

## Досягнення
Переможець Чемпіонату Сумської області (4): 2014, 2015, 2016, 2017
 Володар Кубка Сумської області (3): 2014, 2015, 2017
 Фіналіст Кубка Сумської області: 2016
 Володар Суперкубка Сумської області (4): 2014, 2016, 2017, 2018
 Кубок України з футболу серед аматорів 2015: 1/2 фіналу